# Garzigliana
Garzigliana (piemontiul: Garzian-a) egy község Piemontban Torino megyében.

## Elhelyezkedése

Garzigliana község Torino megye térképén

Garzigliana Torinótól kb. 40 km-re helyezkedik el, Pinerolo szomszédságában. A vele határos települések: Bricherasio, Cavour, Macello, Osasco és Pinerolo.